# Тегене
Тегене (кирг. Тегене) — село Аксыйского района, Джалал-Абадской области Кыргызстана. Входит в Ак-Джольский аильный округ.
Находится на северо-западе от областного центра — города Джалал-Абад.
Высота над уровнем моря — 1035 м.
Почтовый индекс — 720602.

## Население
По состоянию на начало 2021 года население составляло 1558 жителей (в 2009 году — 934 чел.).

## История
Создано в 1931 году.
До 1990 года входило в состав Ошской области.